# Plagiohammus lunaris
Plagiohammus lunaris är en skalbaggsart som först beskrevs av Bates 1880.  Plagiohammus lunaris ingår i släktet Plagiohammus och familjen långhorningar. Inga underarter finns listade i Catalogue of Life.